# العرق وعلم الوراثة
بحث العلماء في العلاقة بين العرق وعلم الوراثة كجزء من الجهود المبذولة لفهم كيف يمكن للبيولوجيا أن تدخل أو لا تدخل في التصنيف العرقي للبشر. ترتبط العديد من السمات العرقية بخصائص وأصول جغرافية، وقد اقترح علماء مثل كارل لينيوس نماذج علمية لتنظيم العرق منذ القرن الثامن عشر على الأقل. ظهرت العديد من الأسئلة حول بيولوجيا الأعراق البشرية بعد اكتشاف علم الوراثة المندلي ورسم خرائط الجينوم البشري. استخدمت مجموعة واسعة من طرق البحث لفحص أنماط التباين البشري وعلاقاتها بالأصول والجماعات العرقية، ومنها دراسة السمات الفردية، ودراسات التجمعات السكانية الكبيرة والتوزعات الجينية فيها ودراسات عوامل الخطر الجينية للأمراض.
انتُقدت الأبحاث التي تدرس العلاقة بين الأعراق وعلم الوراثة باعتبار أنها ناشئة عن العنصرية العلمية أو تساهم فيها. فسر البعض الدراسات الجينية للصفات الوراثية والسكان كدليل لتبرير عدم المساواة الاجتماعية المرتبطة بالعرق، على الرغم من حقيقة أن أنماط التباين البشري قد ثبت أن معظمها مهمل إحصائيًا، لأن الشفرة الوراثية البشرية متطابقة بنسبة 99.9% بين البشر، وبدون وجود اختلافات وحدود واضحة بين المجموعات العرقية.
لا يزال النقاش العلمي مستمرًا حول تعريف ومعنى العرق من الناحية الجينية والطب البيولوجي. يجادل بعض الباحثين بأن العرق يمكن أن يكون بمثابة «وكيل» للأصل الجيني لأن الأفراد من نفس الفئة العرقية قد يتشاركون في الأصل المشترك، لكن آخرين يدافعون عن التمييز بين علم الأحياء والعوامل الاجتماعية والسياسية والثقافية والاقتصادية التي تساهم في العرق على نحو أكثر شيوعًا.

## نظرة عامة

### مفهوم العرق
ظهر مفهوم العرق كنظام لتصنيف للبشر على أساس الخصائص الفيزيائية الشكلية على مدى القرون الخمسة الماضية متأثرًا بالاستعمار الأوروبي للعالم. تجلى هذا المفهوم في أشكال مختلفة بناءً على الظروف الاجتماعية لمجموعات معينة، وغالبًا ما كان يُستخدم لتبرير المعاملة العنصرية غير المتكافئة. تشمل المحاولات المبكرة لتصنيف البشر إلى 4 أجناس منفصلة إلى العالم كارل لينيوس في كتابه الشهير (نظام الطبيعة)، و5 أجناس إلى العالم يوهان فريدريك بلومنباخ في كتابه (التنوع الطبيعي للبشرية)، والجدير بالذكر أنه على مدى القرون التالية قسم علماء آخرون البشر إلى أجناس تتراوح بين 3 إلى 60 جنسًا. تغيرت مفاهيم العرق داخل المجتمع بمرور الوقت، فعلى سبيل المثال استخدم لقب «الأبيض» اجتماعيًا وقانونيًا في الولايات المتحدة لتمييزهم عن الأمريكيين الأصليين والأمريكيين من أصل عرب والأمريكيين الآسيويين.

### العرق والاختلاف الجيني البشري
تؤكد الإحصائيات أن هناك إجماعًا علميًا واسعًا اليوم على أن العرق هو نسيج اجتماعي، وليس تمثيلًا دقيقًا للتنوع الجيني البشري. يتشابه البشر جينيًا بشكل كبير، إذ يتشاركون بنحو 99.9% من شفرتهم الجينية مع بعضهم البعض، ومع ذلك فإننا نرى اختلافًا فرديًا واسعًا في الأنماط الظاهرية والشكلية. ينشأ الاختلاف الظاهري عن الاختلاف الجينية والتفاعلات المعقدة بين الجينات والبيئة. تحدث أغلب هذه الاختلافات الجينية داخل المجموعات البشرية، والقليل جدًا من الاختلافات الجينية يُفرق بين المجموعات، ومن المؤكد أن الاختلافات الجينية الموجودة بين المجموعات لا ترتبط بالفئات العرقية الاجتماعية، ورغم أن الجماعات البشرية تمتلك بعض الميزات الجينية الخاصة لكن التباين الجيني البشري يكون ثابتًا بين البشر، بالإضافة لذلك فالسمات المختلفة تختلف من سلالة لأخرى، ما يجعل من المستحيل رسم حدود وراثية فاصلة بين المجموعات البشرية. أخيرًا، كشفت الأبحاث التي أجريت على الحمض النووي القديم أنه لا توجد مجموعة بشرية نقية، فجميع البشر يمثلون تاريخًا طويلًا من الهجرة والاختلاط. فمثلًا تغير التركيب الجيني للسكان الأوروبيين بشكل كبير بسبب موجات هجرة المزارعين من الشرق الأدنى التي حدثت بين 8500-5000 سنة مضت، بالإضافة إلى هجرة سكان السهوب الأوراسية منذ حوالي 4500 عام.

## أسباب الاختلاف الجيني البشري
ينشأ الاختلاف الجيني بسبب الطفرات والانتقاء الطبيعي والهجرة السكانية (تدفق الجينات) ومن إعادة خلط الجينات عن طريق التكاثر الجنسي. تؤدي الطفرات إلى تغيير في بنية الحمض النووي، إذ يعاد ترتيب قواعد حمض النووي، ونتيجة لذلك يختلف ترميز بروتينات عديد الببتيد المختلفة. قد تكون بعض الطفرات إيجابية ويمكن أن تساعد الفرد على البقاء على قيد الحياة والتكيف بشكل أكثر فعالية مع بيئته. تُلغى الاختلافات الجينية عن طريق الانتقاء الطبيعي والانحراف الجيني، ويمكن ملاحظة ما يعرف هنا باسم تأثير المؤسس، فعندما يؤسس عدد صغير من المؤسسين الأوليين مجموعة سكانية فمن الطبيعي أن تكون التباينات الجينية في هذه المجموعة قليلة جدًا. تتضمن الوراثة اللا جينية تغييرات وراثية في النمط الظاهري أو تعبير جيني ناجم عن آليات أخرى غير التغييرات في تسلسل الحمض النووي. تعتمد الأنماط الظاهرية للإنسان على تفاعل العديد من الجينات وتتأثر بالبيئة وبالوراثة.
يعتمد تنوع النوكليوتيدات على طفرات مفردة، ويبلغ تنوع النوكليوتيدات بين البشر حوالي 0.1 بالمائة (أي اختلاف واحد بين كل ألف نيوكليوتيدات بين شخصين يُختاران عشوائيًا)، وهذا ما يصل إلى ثلاثة ملايين اختلاف ضمن الجينوم البشري الذي يحوي ثلاثة مليارات نيوكليوتيد. أظهرت الأبحاث أن التباين غير البنيوي يفسر الاختلافات الوراثية البشرية أكثر من تنوع النوكليوتيدات المفردة. يتضمن التباين الهيكلي اختلاف ترتيب النسخ والنتائج من عمليات الحذف والانعكاسات وتضاعف الحمض النووي. تشير التقديرات إلى أن ما يقرب من 0.4% إلى 0.6% من جينومات البشر غير المرتبطين تختلف فيما بينها.

## الأساس الجيني للعرق
أُجريت الكثير من الأبحاث العلمية حول مسألة ما إذا كان هناك أساس وراثي للعرق أم لا، ووفقًا للعديد من هذه الدراسات: فمن وجهة نظر علمية فشل مفهوم العرق في الحصول على أي دعم علمي، ورغم وجود بعض الاعتراضات التي تقوم على أن القوالب النمطية الظاهرية تسمح حتى للشخص العادي بتصنيف الأفراد عرقيًا، لكن القوالب النمطية الرئيسية التي تستند إلى لون البشرة ولون الشعر وشكله وخصائص الوجه، تعكس الاختلافات السطحية التي لم تُأكد من خلال تحليل أعمق لسمات وراثية أكثر موثوقية والتي يرجع أصلها إلى التطور في الغالب تحت تأثير المناخ والبيئة وربما الانتقاء الجنسي.

## طرق البحث
استخدم العلماء الذين يدرسون التباين البشري سلسلة من طرق البحث لوصف كيفية اختلاف المجموعات البشرية السكانية.

### الدراسات المبكرة للسمات والبروتينات والجينات
اعتمدت محاولات التصنيف العرقي المبكرة على القياس الكمي للسمات السطحية، وخاصة لون البشرة ولون الشعر وملمسه ولون العين وحجم الرأس وشكله. (القياسات الأخيرة التي تعتمد على قياس عظم القحف فقدت مصداقيتها مرارًا وتكرارًا في أواخر القرن التاسع عشر ومنتصف القرن العشرين بسبب عدم وجود ارتباط بين السمات الظاهرية والتصنيف العرقي). يلعب التكيف البيولوجي الدور الأكبر في هذه السمات الجسدية بالإضافة لنوع الجلد وطبيعته. يمتلك البشر 19 ألف – 20 ألف مورثة لترميز البروتينات البشرية. حدد ريتشارد ستورم وديفيد دافي 11 جينًا تؤثر على لون الجلد وشرحا معظم الاختلافات في لون جلد الإنسان اعتمادًا على هذه الجينات، وهناك أدلة على أن ما يصل إلى 16 جينًا مختلفًا يمكن أن تكون مسؤولة عن لون العين عند البشر، ومع ذلك فإن الجينين الرئيسيين المرتبطين بتغير لون العين موجودان على الكروموسوم 15.